# پورنوگرافی آماتور

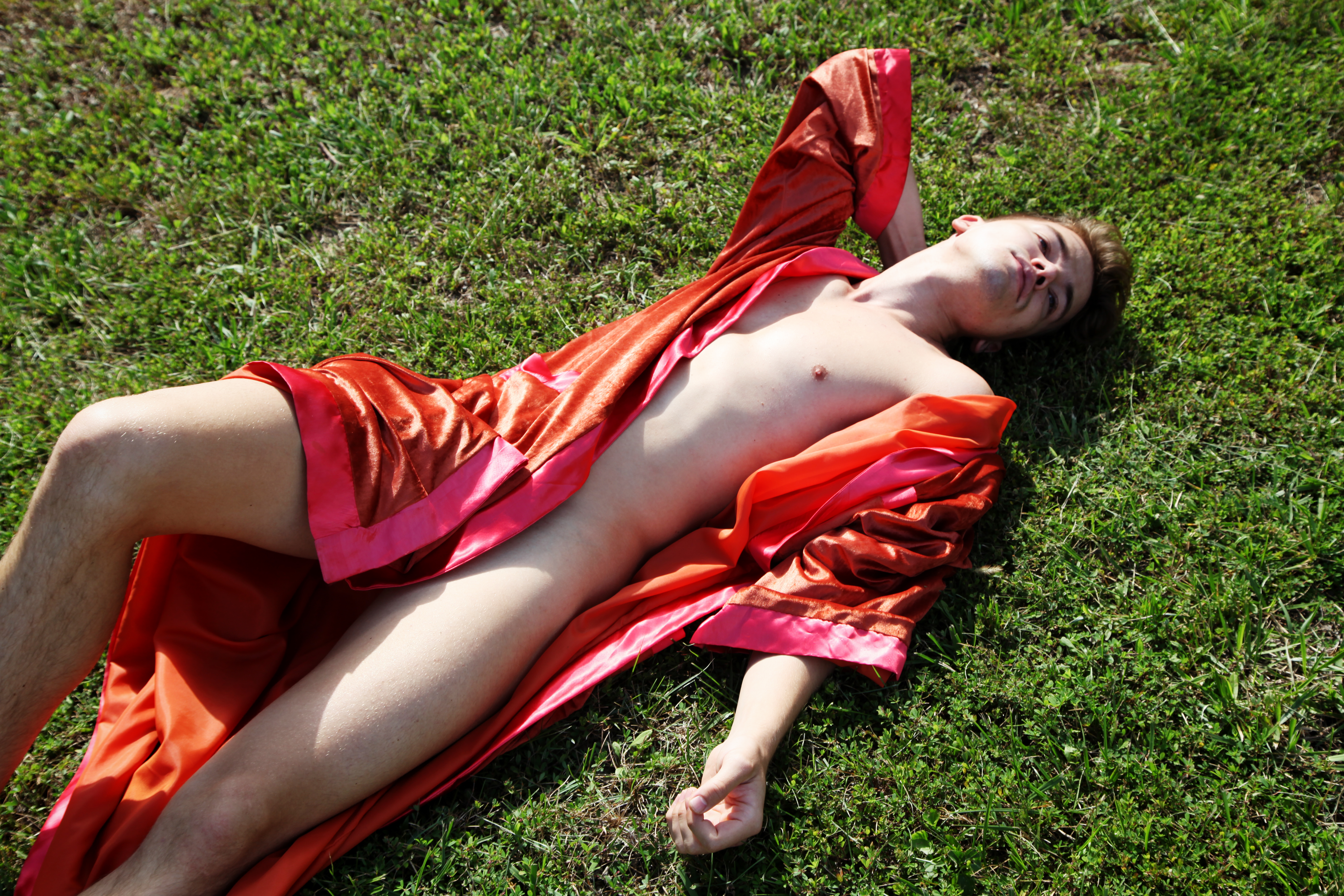
یک نمونه پرونو گرافر غیر حرفه ای

پورنوگرافی آماتور دسته‌ای از پرنوگرافی که شامل مدل‌ها، بازیگران یا افراد غیرحرفه‌ای می‌باشد که بدون پرداخت حقوق کار می‌کنند، یا بازیگری پورنوگرافی تنها شغل آنها نیست. پورنوگرافی واقعیت‌محور، پورنوگرافی حرفه‌ای است که به‌دنبال شبیه‌سازی سبک پورنوگرافی آماتور است. پورن آماتور به‌عنوان یکی از ژانرهای سودآور و ماندگار عرصه پورنوگرافی شناخته می‌شود.

## تاریخ

### عکس‌ها
معرفی دوربین‌های پولاروید در سال ۱۹۴۸ به آماتورها اجازه می‌داد تا عکس‌های مستهجن را فوراً و بدون نیاز به ارسال آن‌ها به یک پردازشگر فیلم، که ممکن بود آنها را به عنوان نقض قوانین فحاشی گزارش کرده باشد، تولید کنند. یکی از افزایش‌های قابل توجه در عکاسی پورنوگرافی آماتور با ظهور اینترنت، اسکنرهای تصویر، دوربین‌های دیجیتال و اخیراً تلفن‌های دوربین‌دار رخ داد. اینها مردم را قادر می‌سازد تا عکس‌های خصوصی بگیرند و سپس تصاویر را تقریباً بلافاصله، بدون نیاز به توزیع گران‌قیمت، به اشتراک بگذارند، و این منجر به تنوع و کمیت مواد شده است. همچنین استدلال شده است که در عصر اینترنت، ساخت و مشاهده پورن آماتور از نظر اجتماعی مقبولیت بیشتری پیدا کرده است. از دهه ۱۹۹۰، تصاویر مستهجن از طریق سرویس‌های آنلاین مانند America Online (AOL) به اشتراک گذاشته و مبادله می‌شد. سایت‌های اشتراک گذاری عکس مانند فلیکر و سایت‌های شبکه‌های اجتماعی مانند مای اسپیس نیز برای به اشتراک گذاری عکس‌های پورنوگرافی آماتور استفاده شده‌اند. –  – معمولا عکس‌های برهنه اما هاردکور. یک روش خصوصی‌تر و آسان‌تر برای اشتراک‌گذاری عکس‌ها از طریق یاهو یا Google Groups است که دسترسی به اعضای گروه محدود شده است.
عموم مردم در سال‌های اخیر از خطرات احتمالی برای نوجوانان یا کودکان آگاه‌تر شده‌اند، که ممکن است از عواقب آن بی‌اطلاع باشند، و از دوربین تلفن همراه خود برای ساختن فیلم‌ها و تصاویری استفاده می‌کنند که سپس در میان دوستانشان به اشتراک گذاشته می‌شود، مانند ارسال پیامک. تصاویری که ابتدا قرار بود بین زوج‌ها به اشتراک گذاشته شود، اکنون می‌توانند در سراسر جهان پخش شوند. نتیجه اکنون تعداد کمی از پورنوهای آنلاین آماتوری است که مدل‌های زیر سن را به تصویر می‌کشد و توسط خود جوانان ایجاد شده است.

### فیلم‌ها و ویدیوهای خانگی
قبل از ظهور دوربین‌های فیلم‌برداری و نوارهای VHS، زوج‌ها مجبور بودند با استفاده از فیلم Super 8 از خود فیلم بگیرند که سپس برای پردازش فیلم ارسال می‌شد. این کار هم پرهزینه و هم خطرناک بود، زیرا آزمایشگاه پردازش ممکن است بسته به قوانین محلی فیلم را به پلیس گزارش دهد.
پورنوگرافی آماتوری در دهه ۱۹۸۰ با انقلاب دوربین فیلمبرداری، زمانی که مردم شروع به ضبط زندگی جنسی خود و تماشای نتایج در VCR کردند، به سرعت افزایش یافت. این فیلم‌های خانگی در ابتدا به‌صورت رایگان و اغلب زیر پیشخوان فروشگاه ویدیوی محلی به اشتراک گذاشته می‌شد. Homegrown Video اولین شرکتی بود که این نوع ویدیوهای بزرگسالان آماتور را به صورت تجاری منتشر و توزیع کرد. آنها در سال ۱۹۸۲ تأسیس شدند و مجله AVN Homegrown Video را در بین ۵۰ عنوان تأثیرگذار بزرگسالان تا کنون رتبه‌بندی کرد، زیرا منجر به ایجاد ژانر پورنوگرافی آماتور در ویدیوی بزرگسالان شد. چندین نفر که نوارهای خود را به Homegrown Video فرستادند، ستاره‌های پورن حرفه ای شدند، از جمله استفانی سویفت، ملیسا هیل، ریونس، و مگان مالون. در سال ۱۹۹۱، در پاسخ به تحقیقات Boston Glob e، صاحبان فروشگاه‌های ویدیویی گزارش دادند که بین ۲۰ تا ۶۰ درصد اجاره‌ها و فروش‌های ویدئویی مربوط به فیلم‌های ویدئویی خانگی آماتور بزرگسالان است.
یکی از موارد بسیار تبلیغاتی مربوط به کتی ویلتز و همسرش جفری در سال ۱۹۹۱ بود. جفری معاون کلانتر در شهرستان بروارد، فلوریدا بود که سوء استفاده‌های جنسی همسرش را با هشت مرد در روز ضبط کرده بود. او ساعتی ۱۵۰ دلار دریافت می‌کرد و از چهره‌های مهم محلی نیز نوار ضبط کرده بود، بنابراین این دو دستگیر و به فحشا متهم شدند. الیس روبین به عنوان وکیل مدافع عمل کرد و ادعا کرد که نیمفومونی ویلتز به دلیل استفاده از پروزاک بوده است. در پایان، آنها به گناه خود اعتراف کردند و هر دو محکوم شدند، اگرچه کتی به حرفه ای در صنعت فیلم بزرگسالان ادامه داد.
اصطلاح Realcore برای توصیف پورن دیجیتال آماتور استفاده شده است که به دلیل ترکیب دوربین‌های دیجیتال ارزان قیمت و شبکه جهانی وب در اواخر دهه ۹۰ به وجود آمد. این اصطلاح هم به نحوه ساخت پورن با دوربین‌های ساده و سبک مستند و هم به نحوه توزیع آن، عمدتاً رایگان، در جوامع وب یا گروه‌های خبری Usenet اشاره دارد. این اصطلاح توسط سرجیو مسینا ابداع شد که اولین بار در سمپوزیوم Ars Electronica در سال ۲۰۰۰ از آن استفاده کرد و متعاقباً توسط تعدادی از نویسندگان و متخصصان مورد استفاده قرار گرفت. مسینا کتابی در این زمینه با عنوان Realcore، انقلاب دیجیتال پورنو نوشته است.
پورن آماتوری نیز بر ظهور نوار جنسی افراد مشهور تأثیر گذاشته است، با حضور ستارگانی مانند اسکات استپ، کید راک، پاملا اندرسون، پاریس هیلتون و کیم کارداشیان. افزایش «سایت‌های لوله‌ای» رایگان پورنو آماتور به فیلم‌های خانگی اجازه داده است که در چندین سایت لوله در اینترنت، مانند Pornhub یا XVideos بارگذاری شوند. با توجه به محبوبیت شبکه‌های اجتماعی، مردم می‌توانند با دیگر علاقه‌مندان به پورن آماتور نیز ارتباط برقرار کنند تا زندگی جنسی خود را صرفاً برای این منظور در پلتفرم‌ها به اشتراک بگذارند. سایت‌هایی با جامعه باز یا «بسته تا تأیید» وجود دارند که در آن افراد می‌توانند آزادانه تصاویر خود را به اشتراک بگذارند یا ویدیوهای آماتوری را مستقیماً از کسانی که آنها را ضبط می‌کنند تماشا کنند.

### ادبیات: داستان‌های جنسی
اینترنت همچنین بر نویسندگان آماتوری که داستان‌های مستهجن خود را به اشتراک می‌گذارند تأثیر گذاشته است. انتشار متن بسیار آسان‌تر از تصاویر است و بنابراین از اوایل دهه ۱۹۹۰، آماتورها داستان‌هایی را در گروه‌های یوزرنت مانند alt.sex.stories و همچنین به مخازن آنلاین مشارکت می‌دادند. در حالی که اکثر سایت‌های تجاری برای محتوای تصویر هزینه دریافت می‌کنند، محتوای داستان معمولاً رایگان است و با تبلیغات پاپ‌آپ یا بنر تأمین می‌شود. ارسال داستان و رتبه‌بندی به ثبت نام به عنوان کاربر بستگی دارد، اما این نیز معمولاً رایگان است. سایت‌های نمونه عبارتند از Literotica , True Dirty Stories و Lust Library.

### پورن انتقام جویانه
ظهور پورنوگرافی آماتوری و خود تولیدی منجر به شکایت‌های مدنی و فعالیت‌های مجرمانه تازه شناسایی و تعریف شده شده است. به اصطلاح " پورن انتقام جویانه " در اواخر دهه ۲۰۰۰ در مطبوعات از طریق شکایت‌های اولیه توسط قربانیانی که تصاویر و ویدیوهای آنها را برهنه یا در اعمال محرمانه در اینترنت منتشر کرده بودند، به دست آمد.

### خردسالان
اگر ویدیو یا تصاویر مورد نظر مربوط به افراد زیر سن قانونی باشد، از جمله مطالبی که توسط سوژه ایجاد شده است (مثلاً سلفی و غیره)، تحقیقات توسط مجریان قانون می‌تواند منجر به اتهاماتی برای هرزه‌نگاری کودکان شود، همان‌طور که در موارد مربوط به ارسال جنسی اتفاق افتاده است. .

## محتوای آنلاین تولید شده توسط کاربر
مانند مجلات سنتی و پورنوگرافی مبتنی بر VHS / DVD، پورنوگرافی اینترنتی مدتهاست که یک سرمایه‌گذاری سودآور بوده است. با این حال، با افزایش سرمایه‌گذاری‌های وب ۲٫۰ و پورنوگرافی آماتور، وب سایت‌های مبتنی بر پلت فرم یوتیوب محتوای تولید شده توسط کاربر و اشتراک گذاری ویدیو بسیار محبوب شده‌اند. تا ژانویه ۲۰۰۸، جستجوی «پورن» و «لوله» ۸٫۳ میلیون نتیجه در یاهو و ۸٫۵ میلیون نتیجه در MSN به دست آورد (تا اکتبر ۲۰۱۷ جستجوهای «پورن» و «لوله» ۲۳ میلیون نتیجه در گوگل به دست آورد. تا مارس ۲۰۱۷ جستجو برای «پورن» و «لوله» ۱۴۲۰ میلیون نتیجه در گوگل به دست آورد). وب‌سایت‌های سرویس میزبانی ویدیو «لوله» که دارای پورنوگرافی آماتوری رایگان بارگذاری‌شده توسط کاربر هستند، به پربازدیدترین وب‌سایت‌های پورنوگرافی در اینترنت تبدیل شدند.
از آنجایی که محتوای این وب‌سایت‌ها کاملاً رایگان و با کیفیت نسبتاً بالایی است، و از آنجایی که بیشتر ویدیوها به جای کلیپ‌های کوتاه، کامل هستند، این وب‌سایت‌ها به شدت سود سایت‌های پرداخت پورنوگرافی و مجلات سنتی و پورنوگرافی مبتنی بر DVD را کاهش می‌دهند. سود صاحبان سایت لوله نیز در بازار شلوغ فزاینده ای تحت فشار قرار گرفته است و تعداد سایت‌ها دائماً در حال افزایش است.